# Хуан Франсіско Гарсія
Хуан Франсіско Гарсія (ісп. Juan Francisco García, нар. 15 липня 1976, Рафелбуньйол), відомий як Хуанфран (ісп. Juanfran) — іспанський футболіст, захисник клубу «Леванте». В минулому виступав за національну збірну Іспанії.

## Клубна кар'єра
Народився 15 липня 1976 року в місті Рафелбуньйол. Вихованець футбольної школи клубу «Леванте». Дорослу футбольну кар'єру розпочав 1994 року в основній команді того ж клубу, в якій провів три сезони, взявши участь у 48 матчах чемпіонату.

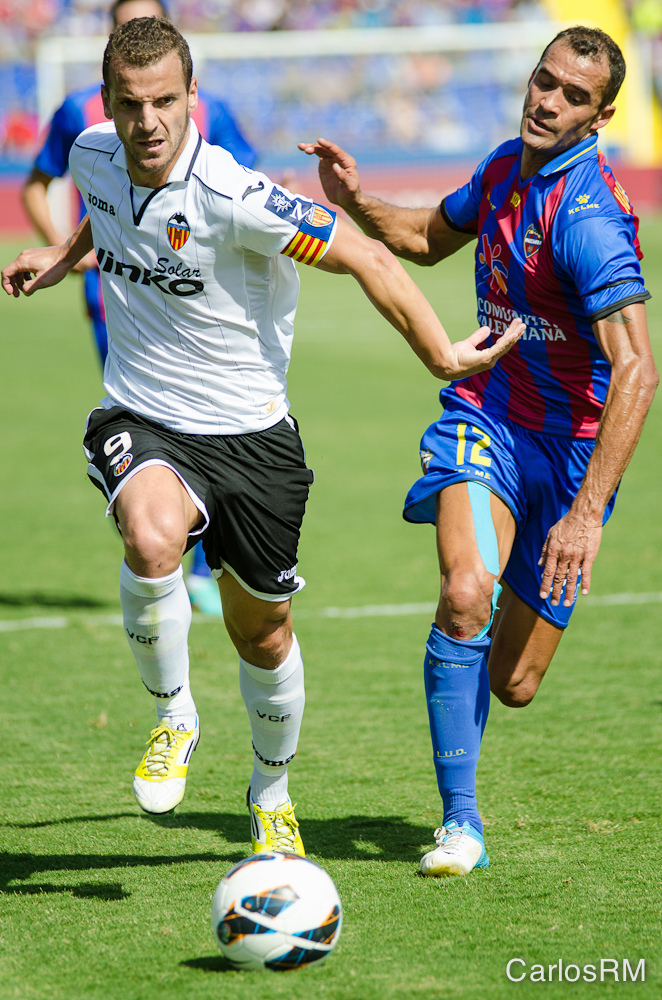
Хуанфран (праворуч) проти Роберто Сольдадо у «валенсійському дербі». 7 жовтня 2012 року

Своєю грою за цю команду привернув увагу представників тренерського штабу «Валенсії», до складу якої приєднався влітку 1997 року, підписавши контракт на три роки. Дебют Хуанфрана в чемпіонаті Іспанії за «Валенсію» відбувся 31 серпня 1997 року проти «Мальорки», який завершився поразкою «Валенсії» з рахунком 2:1. У загальній складності Хуан провів 50 матчів за «Валенсію», а також в своєму останньому сезоні в клубі став володарем Кубка Іспанії, а за рік до того ставав володарем Кубка Інтертото.
У 1999 році Хуанфран перейшов у «Сельту» з Віго, сума трансферу склала 4 млн євро. Хуанфран відразу став беззаперечним гравцем оборони «Сельти», провівши в першому сезоні 27 матчів і забивши 2 м'ячі, а також вдруге у своїй кар'єрі став володарем кубка Інтертото. Всього за «Сельту» Хуанфран провів 126 матчів і забив 5 м'ячів. Після того як «Сельта» в сезоні 2003/04 покинула Ла Лігу, Хуанфран залишив клуб і перейшов у турецький «Бешикташ». В «Бешикташі» Хуан провів один сезон, провівши 13 матчів і забивши 1 гол.
2005 року Хуанфран був відданий в оренду на сезон нідерландському клубу «Аякс» з Амстердама. У складі «Аякса» Хуанфран став володарем кубку Нідерландів, всього за амстердамський клуб Хуан провів 16 матчів.
Після повернення з оренди Хуанфран домовився з «Бешикташом» про розірвання договору і перейшов на правах вільного агента в іспанську «Сарагосу», де протягом двох сезонів був основним гравцем оборони клубу. У сезоні 2007/08 «Сарагоса» вилетіла до Сегунди, і Хуанфран перейшов у грецький АЕК, підписавши 30 липня 2008 року контракт на два роки.
На початку 2010 року повернувся до складу рідного «Леванте», якому в першому ж сезоні допоміг вийти в Ла Лігу, де і продовжив виступати з клубом в статусі капітана. Всього встиг відіграти за валенсійський клуб 152 матчі в національному чемпіонаті.

## Виступи за збірні
1998 року залучався до складу молодіжної збірної Іспанії. На молодіжному рівні зіграв в одному офіційному матчі.
29 березня 2000 року дебютував в офіційних іграх у складі національної збірної Іспанії в товариському матчі проти збірної Італії (2:0).
У складі збірної був учасником чемпіонату світу 2002 року в Японії і Південній Кореї. На тому турнірі Хуанфран зіграв три матчі, а його збірна дійшла до 1/4 фіналу, де поступилася збірній Південної Кореї у серії пенальті з рахунком 3:5.
Свій останній матч за збірну Хуан провів 11 червня 2003 року у відбірковому матчі до чемпіонату Європи 2004 року проти збірної Північної Ірландії, який завершився з рахунком 0:0. Всього за чотири роки провів у формі головної команди країни 11 матчів.

## Титули і досягнення
- Володар Кубка Іспанії з футболу (1):

«Валенсія»: 1998-99
- Володар Кубка Нідерландів (1):

«Аякс»: 2005-06
- Володар Кубка Інтертото (2):

«Валенсія»: 1998
«Сельта»: 2000